# 瘦西湖

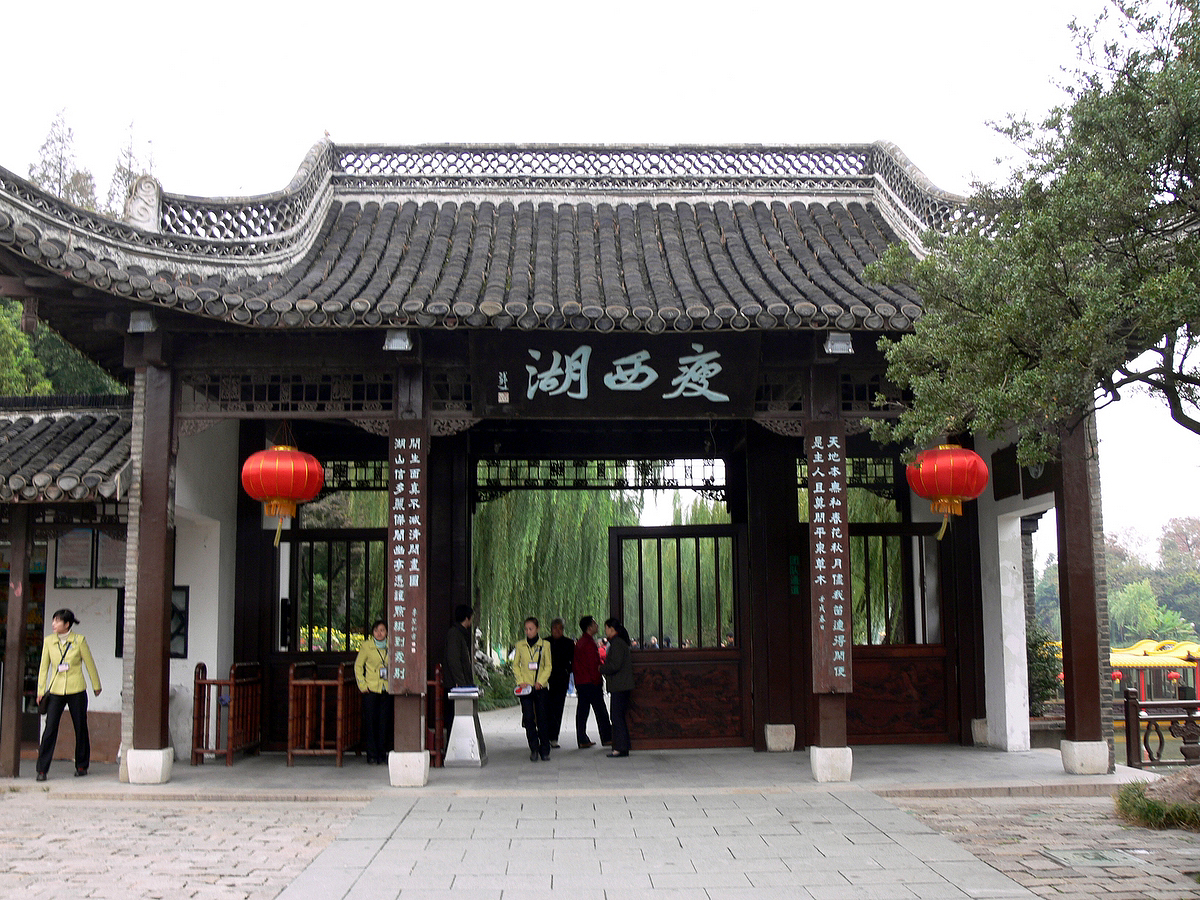
瘦西湖南门

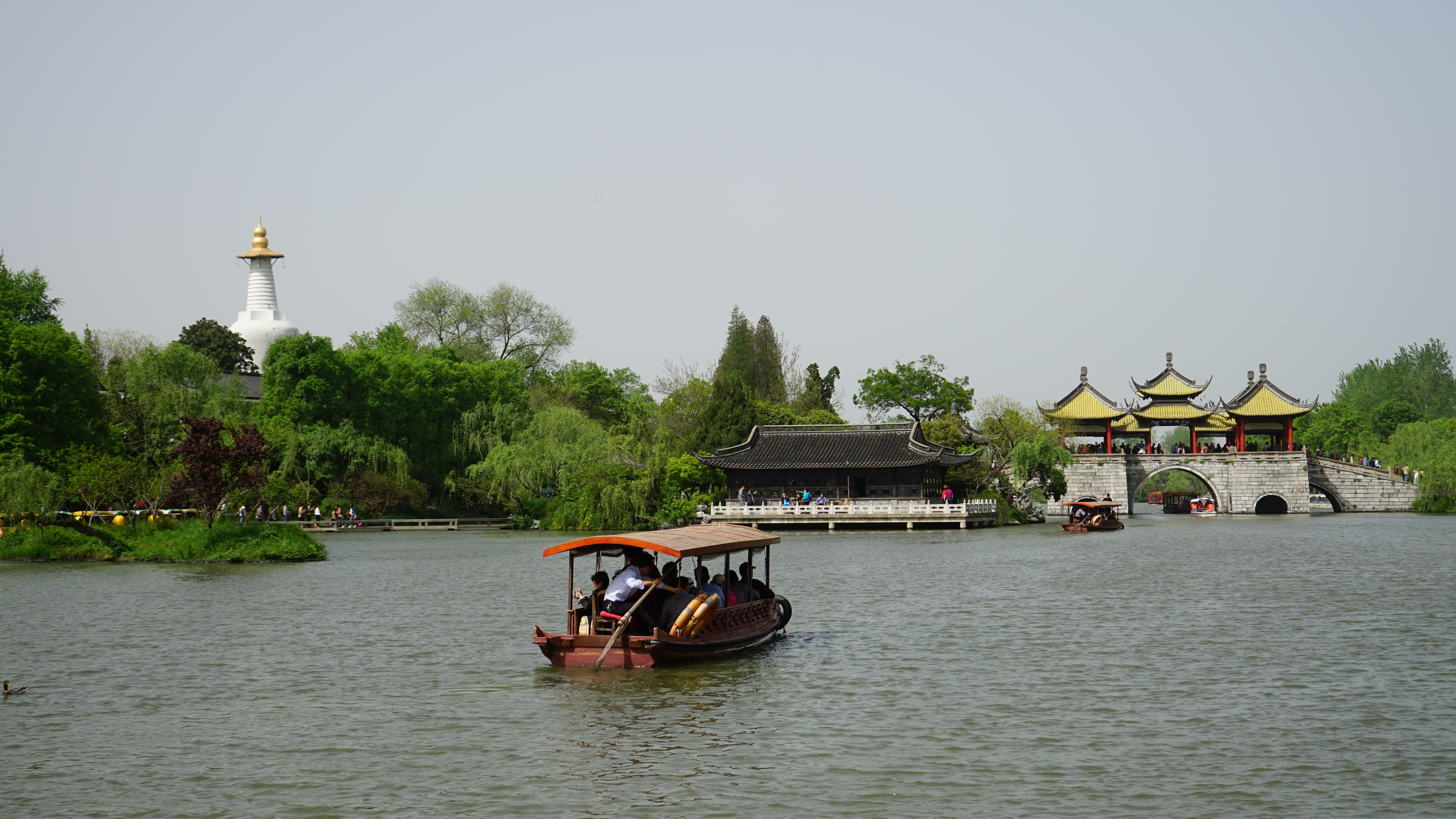
瘦西湖小白塔和五亭桥

瘦西湖位于中国江苏省扬州市蜀冈-瘦西湖风景名胜区核心区域，是江苏省唯一一家同时拥有世界文化遗产、国家级风景名胜区、国家5A级旅游景区、国家文化旅游示范区、国家重点公园、全国文明风景旅游区等6个世界级、国家级称号于一身的景区。

## 历史
瘦西湖其实是扬州城外一条较宽的河道，最初在清朝康熙年间名为保扬河，嘉靖时称为保障河（湖），也被称为炮山河、长春河。总面积2000亩，水上面积700亩，游览区面积100公顷。原是唐罗城、宋大城的护城河遗迹，南起北城河，北抵蜀冈脚下，明清时期，许多富甲天下的盐业巨子纷纷在沿河两岸，不惜重金聘请造园名家擘画经营 ，构筑水上园林。乾隆极盛时期沿湖有二十四景：卷石洞天、西园曲水、虹桥览胜、冶春诗社、长堤春柳、荷浦薰风、碧玉交流、四桥烟雨、春台明月、白塔晴云、三过流淙、蜀岗晚照、万松叠翠、花屿双泉、双峰云栈、山亭野眺、临水红霞、绿稻香来、竹市小楼、平岗艳雪、绿杨城廓、香海慈云、梅岭春生、水云胜概，誉为“两堤花柳全依水，一路楼台直到山”。康熙和乾隆两位皇帝均六次南巡来此，对这里的景色赞赏有加。
瘦西湖名称的来历，是乾隆年间寓居扬州的诗人汪沆的一首感慨富商挥金如土的诗作:“垂柳不断接残芜，雁齿红桥俨画图；也是销金一锅子，故应唤作瘦西湖。”瘦西湖的特点是湖面瘦长，蜿蜒曲折，“十余家之园亭合而为一，联络至山，气势俱贯。”。
清嘉庆二十年（1815年）后，扬州盐业衰退，湖上园林也逐渐萧条荒废。此后这里又经历了太平天国时期的战乱，残破不堪，光绪年间恢复了一小部分五亭桥，小金山。
1980年代又恢复了二十四桥、熙春台、卷石洞天等景点。2007年恢复四桥烟雨、石壁流淙等景点。1998年成为蜀冈-瘦西湖风景名胜区的五个区域之一 。

## 主要景观

### 徐园

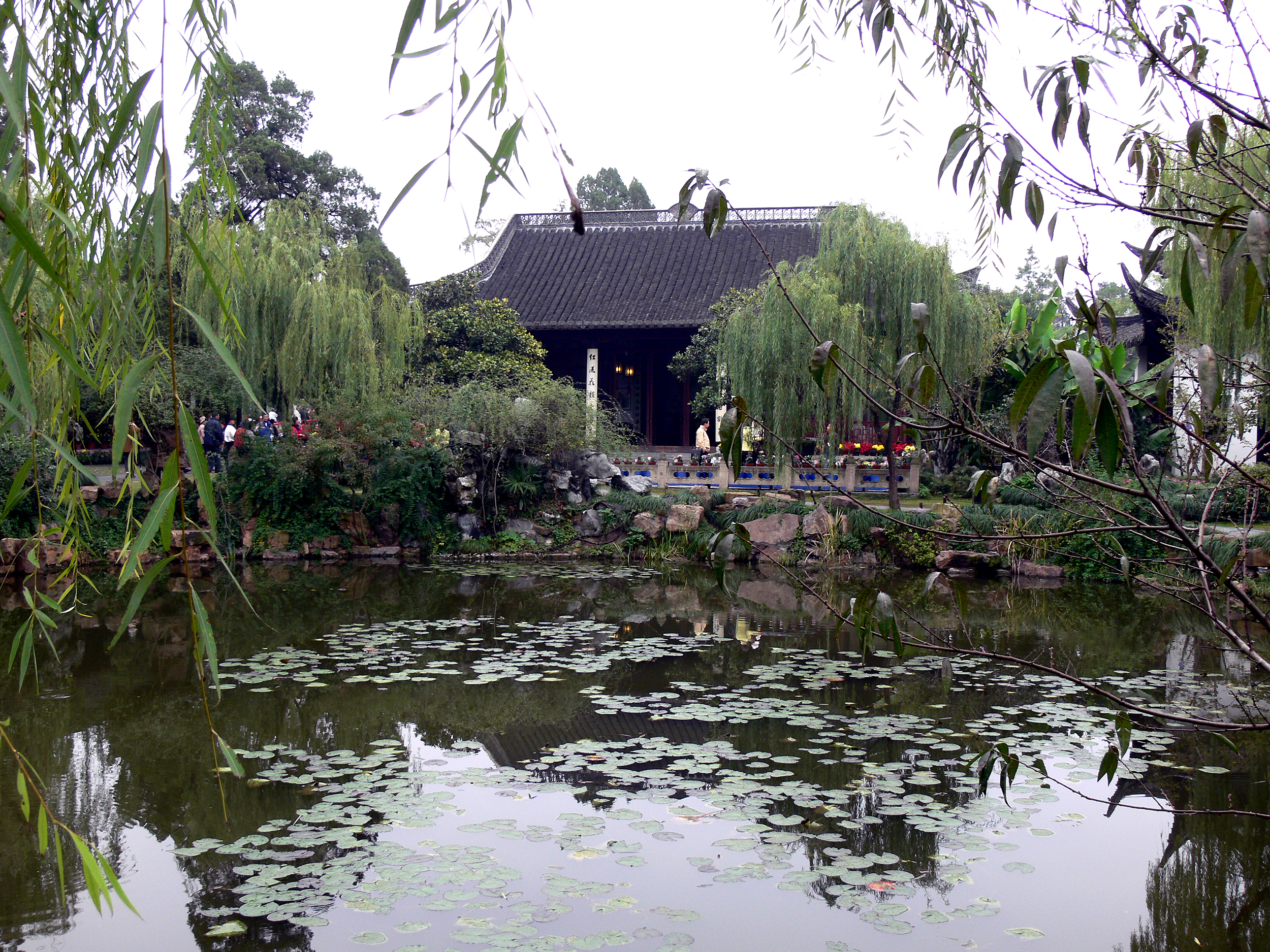
徐园

徐园在瘦西湖长堤春柳之北，原址为清初韩园桃花坞韩园。民国四年(1915)为纪念为纪念辛亥革命时期的烈士徐宝山军长，构建徐宝山祠堂，名为徐园。徐园占地0.6公顷，小巧玲珑。每逢秋季，扬州市一年一度的菊花展在徐园举行。徐园牌匾中的园字写法诡异，为一个方框包裹一个虎字。相传徐宝山当时请一位著名书法家吉亮工帮忙题字，但吉亮工瞧不起徐宝山一介军阀，再三推托。徐宝山于是借故将吉亮工灌醉，进而求字，吉亮工写至一半猛然酒醒，在写到“園”字时,把框里的“袁”字写得像个“虎”，然后再将外框一绕，有暗讽徐老虎是困兽之意。

### 四桥烟雨

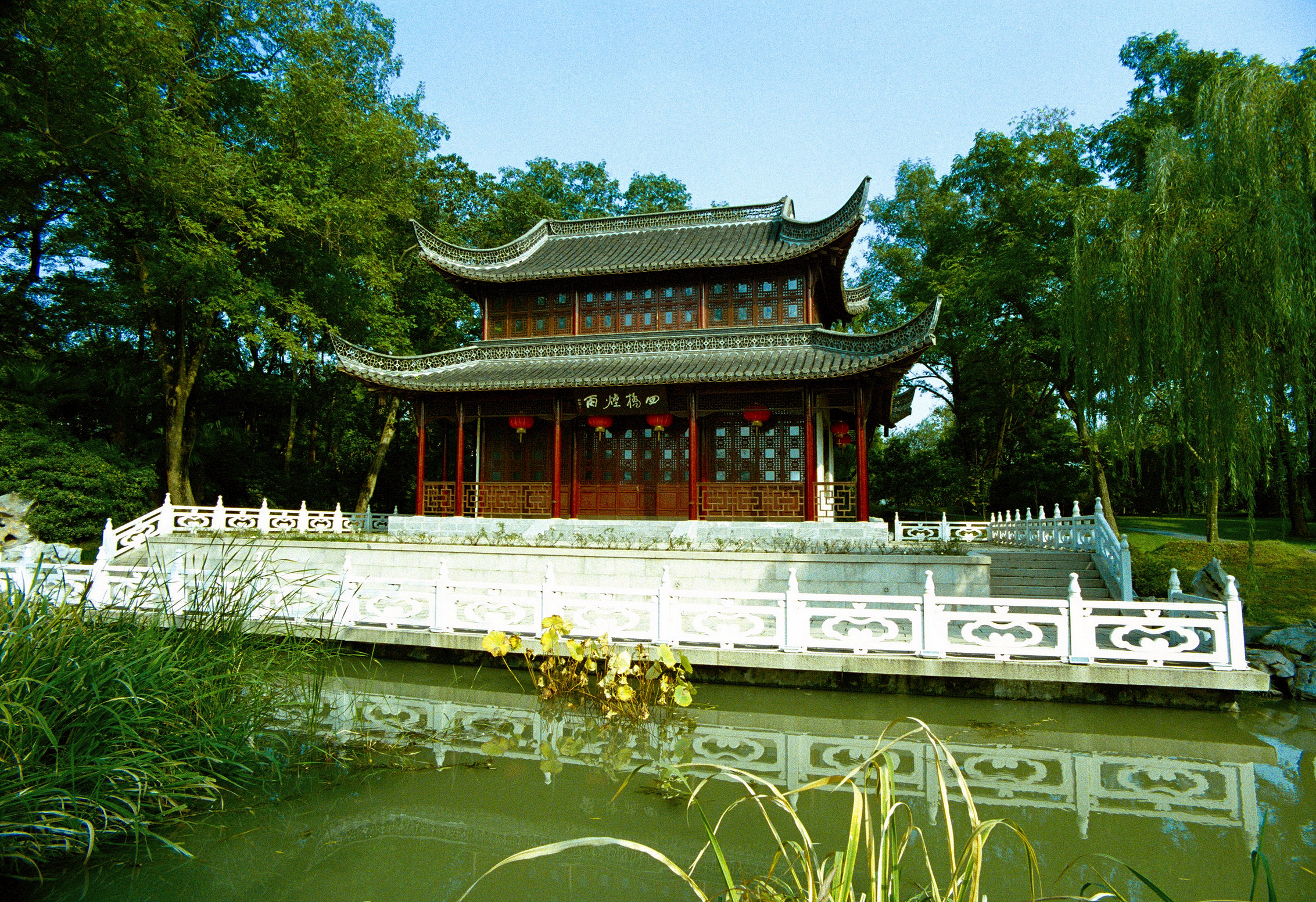
四桥烟雨

四桥烟雨原为清代徽州歙县盐商黄履暹在扬州的别墅，又称黄园；乾隆帝赐名趣园。乾隆在第四次（1765年）南巡扬州时有御诗“多有名园绿水盆，清油不事羽林纷。何曾日涉原成趣，恰值云开亦觉欣。得句便前无系恋，遇花且止足芳芬。问予喜处诚奚托，宜雨宜扬利种耘”。额匾上有林敬之草书“四桥烟雨”四个金漆大字。
趣园中原有四桥：虹桥、长春桥、春波桥、莲花桥。趣园的主要建筑包括锦镜阁和四桥烟雨阁等。四桥烟雨楼为此景区的主楼，重檐楼阁立于临河台基之上。
根据清华大学建筑系教授郭黛姮的发现，清乾隆时期，扬州盐商出资将趣园整体复制到圆明园的长春园，乾隆赐名“鉴园”，意为“鉴古知今”。

### 锦镜阁

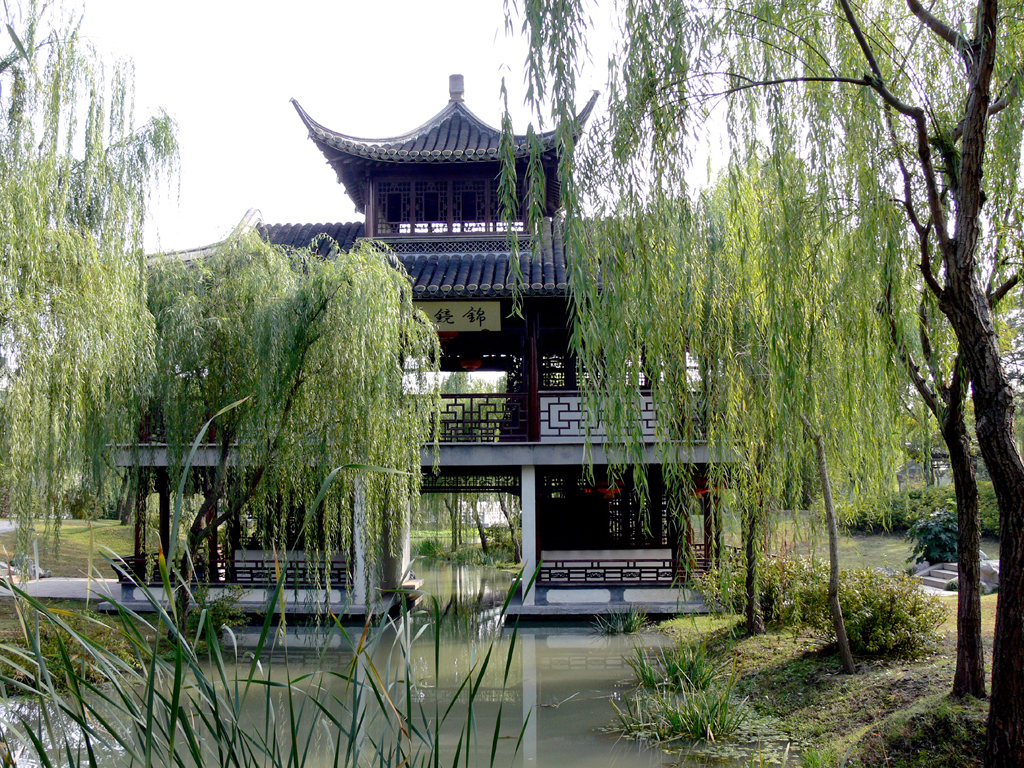
锦镜阁

锦镜阁是根据李斗《扬州画舫录》中所述锦镜阁重建的一座桥和楼阁合为一体的水阁，三开间飞檐重楼，形如品字，跨越一小河（夹河）之上，左右两间横跨两岸，中间空著，可通小船，行人过河时必须从楼梯上第二层楼如过桥一般，然后从另一边下楼梯到对岸。锦镜阁现为水泥和木材混合建筑。

### 五亭桥

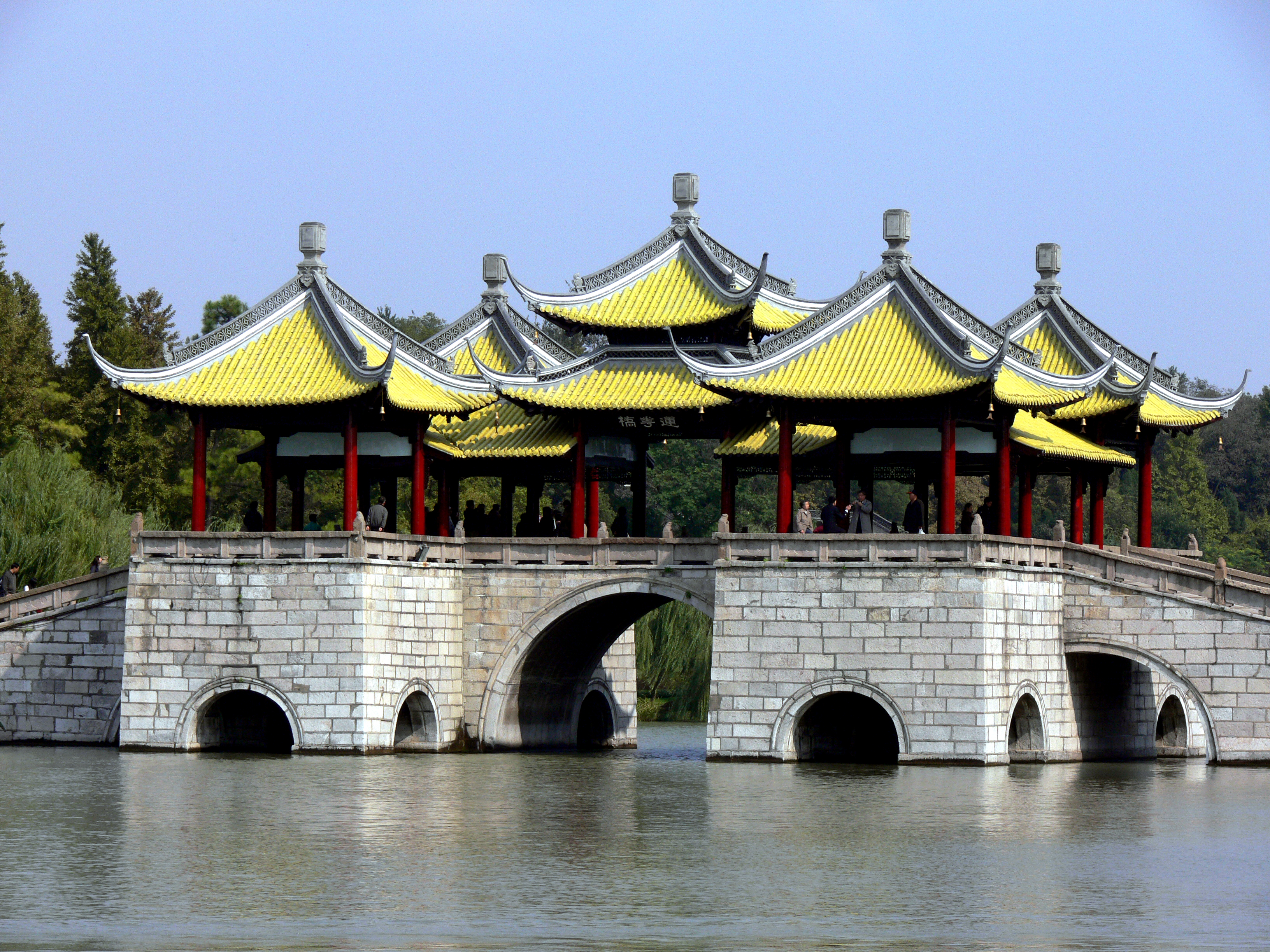
五亭桥--扬州的标志性建筑

五亭桥原是清代徽州歙县盐商黄履暹在扬州的别墅四桥烟雨中的莲花桥，莲花桥上筑五座琉璃瓦亭，桥下有四翼，每翼各开三个半圆形桥孔，桥正中开一大半圆形桥孔两边各开四分之一圆扇形空，总共十五孔，“月满时每洞各衔一月，金色荡漾”。

### 二十四桥

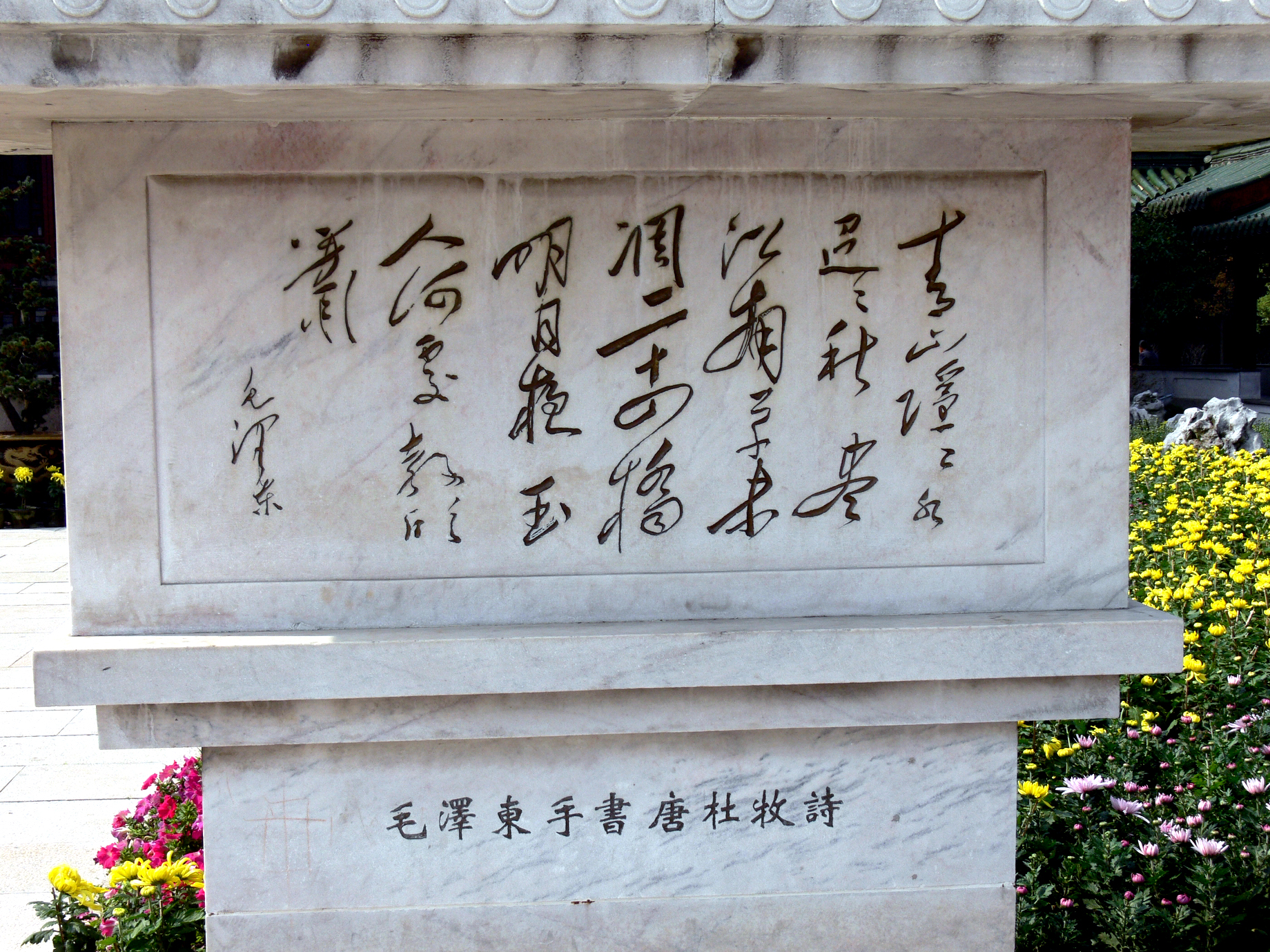
毛泽东手书唐杜牧诗

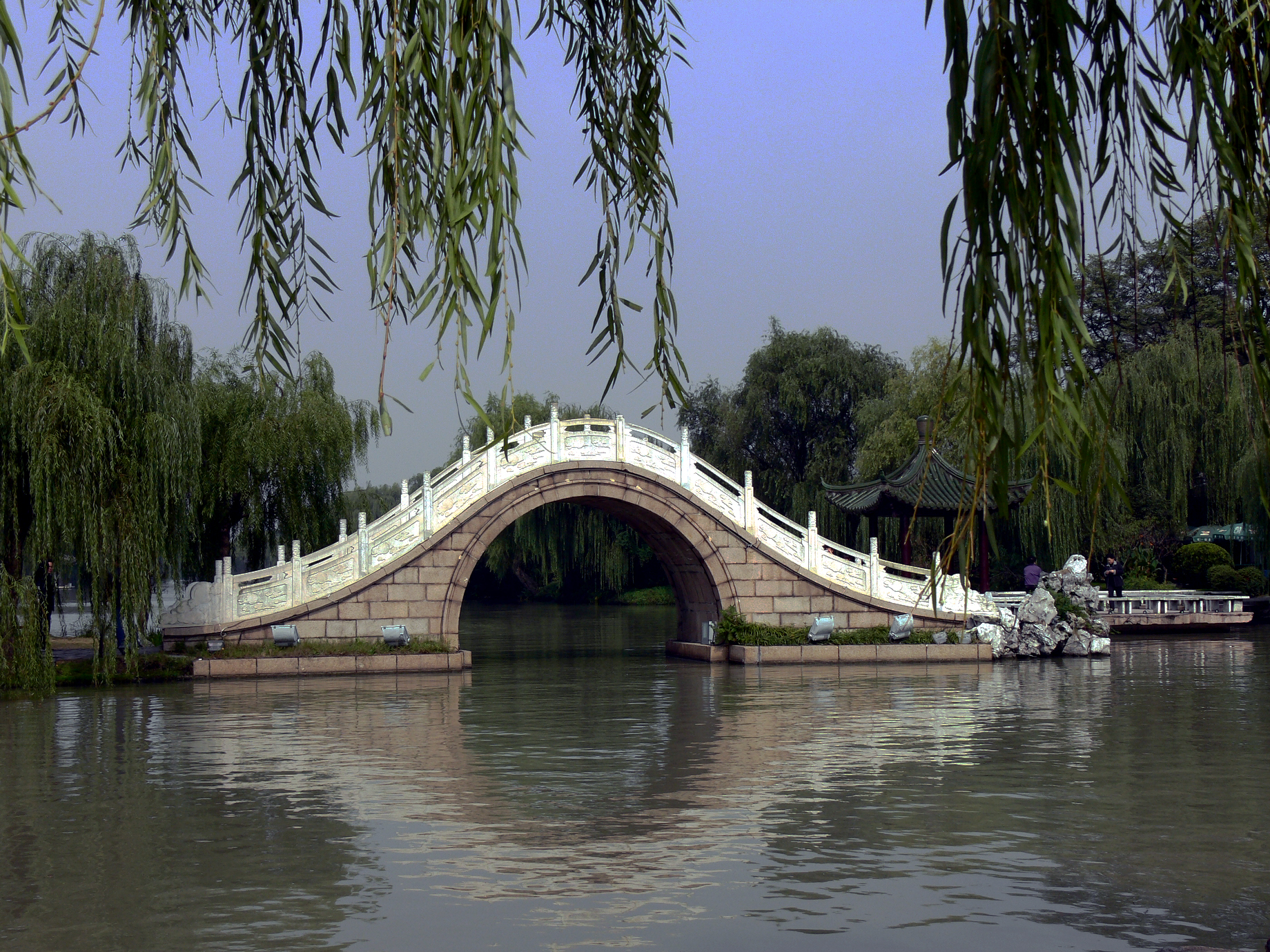
二十四桥

二十四桥在瘦西湖西段，包括二十四桥，春台祝寿。清乾隆间称为"春台明月"。二十四桥由汉白玉砌成，四周遍种芍药，因此又称为红药桥。 唐代诗人杜牧有流传千古代诗篇《寄扬州韩绰判官》：“青山隐隐水迢迢，秋尽江南草未凋。二十四桥明月夜，玉人何处教吹箫？” 在春熙台前有毛泽东手书杜牧诗大理石匾一幅。

### 春台祝寿

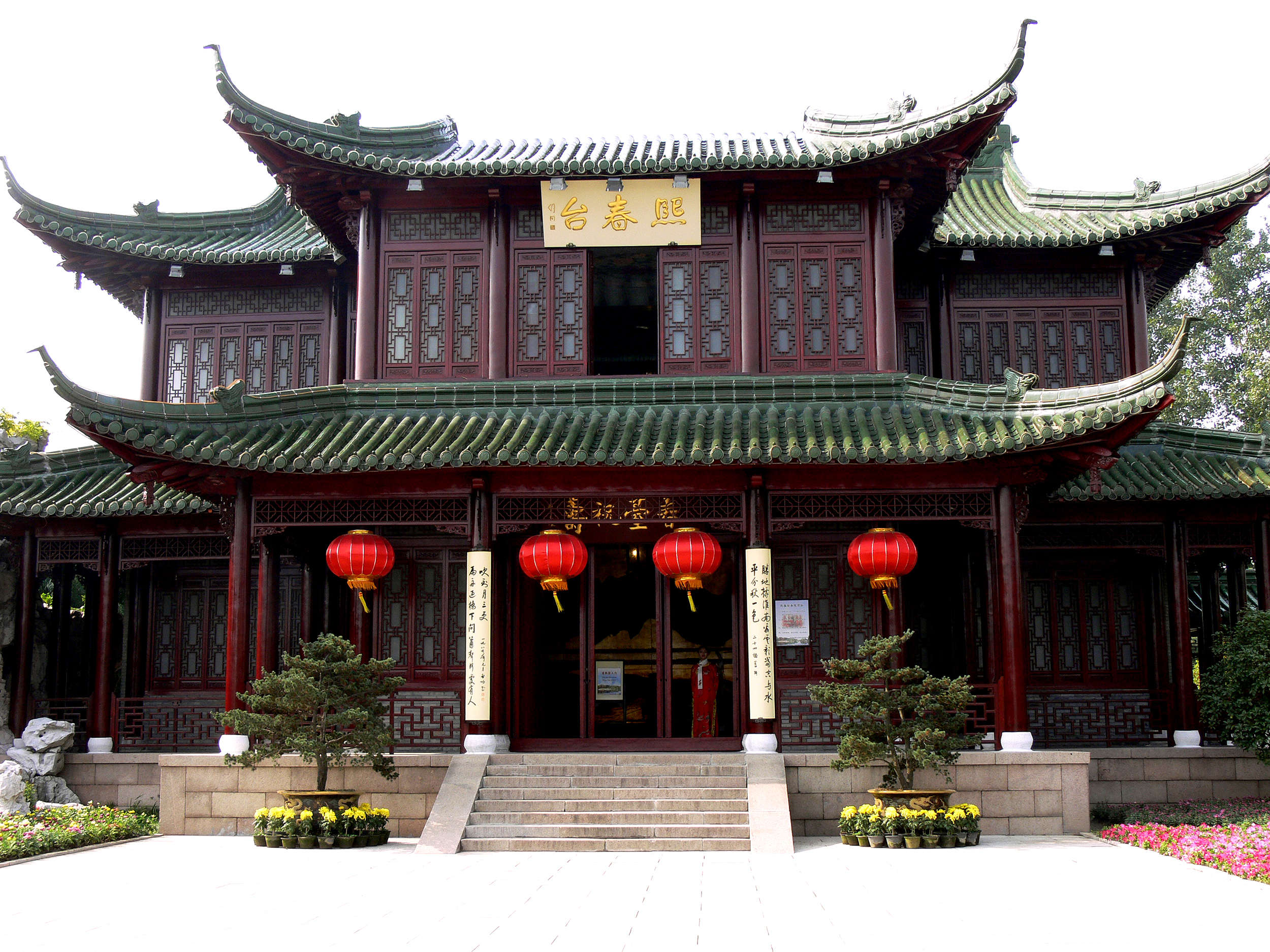
熙春台

乾隆六十年李斗《扬州画舫录》记载，熙春台原在新河曲处，与莲花桥相对，有上下三层阁楼，下层匾额熙春台，上层匾额“小李将军画本”，后又变为五云多处；春台祝寿在莲花桥南岸，原为扬州盐商汪氏为乾隆祝寿而建。筑扇面厅，夜间燃灯厅中，掩映水中，宛如一盏扇面灯。近年复原的春台祝寿，是五开间二层建筑，与李斗书中插图相似，但将第二层称为熙春台。第一层金字匾额为“春台祝寿”，左右对联；“胜地据淮南，看云影当空，与水平分秋一色； 扁舟过桥下，闻箫声何处？有人吹到月三更”。2012年11日，一商业剧组在此拍摄电视剧时，用于拍摄的吊车发生侧翻，导致熙春台三个飞檐损坏严重，屋顶瓦片多处受损，不过景区称“损失不大”。

### 郑燮观芍亭

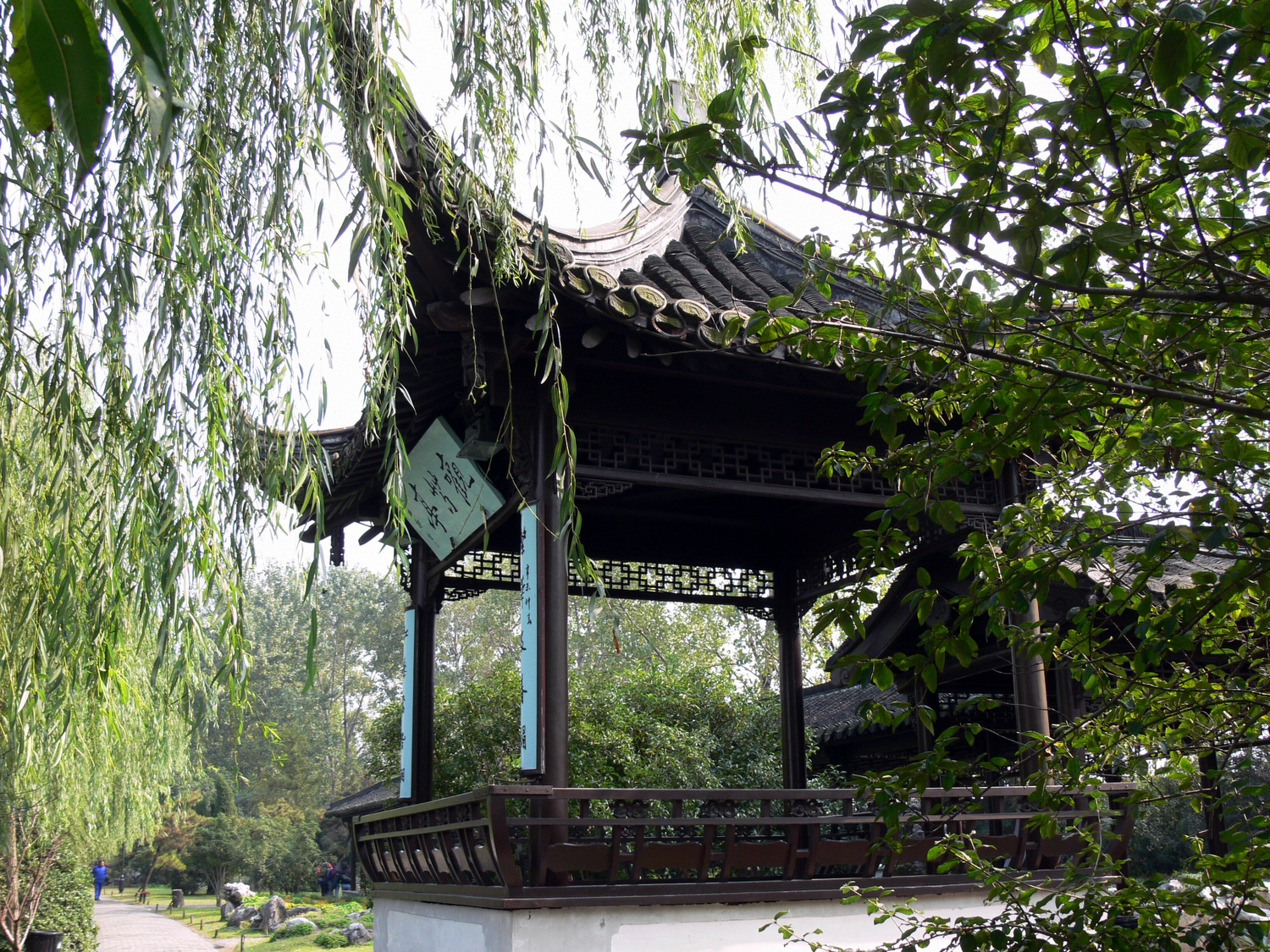
板桥观芍亭

郑燮观芍亭在长堤春柳和春台祝寿之间，一座四角攒尖顶凉亭，匾额有郑板桥手书观芍亭三字，下款“板桥郑燮”；一副对联为后人所书，左联：繁华及春媚，右联：红药当阶翻。

### 長隄春柳

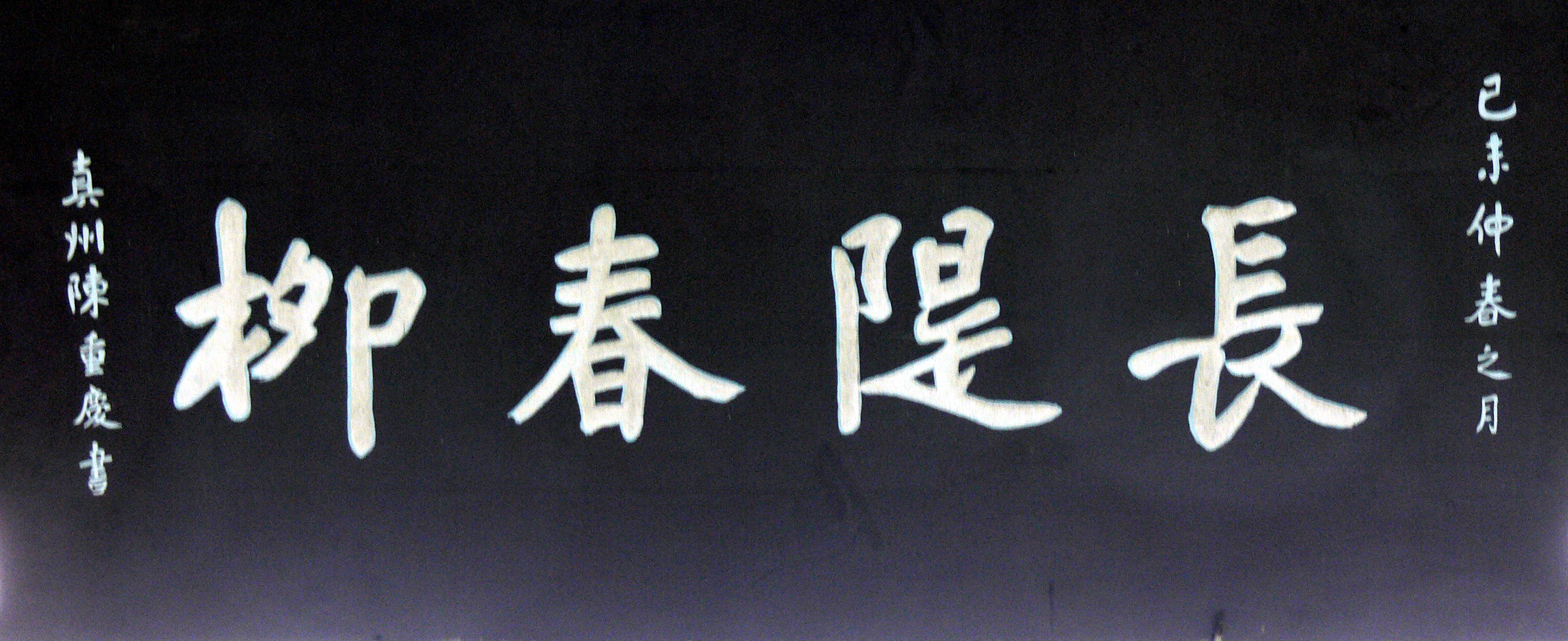
長隄春柳亭牌匾

長隄春柳在长堤上，原为徽州盐商吴尊德别墅，现仅存一方亭，上挂“长堤春柳”牌匾。

### 石壁流淙

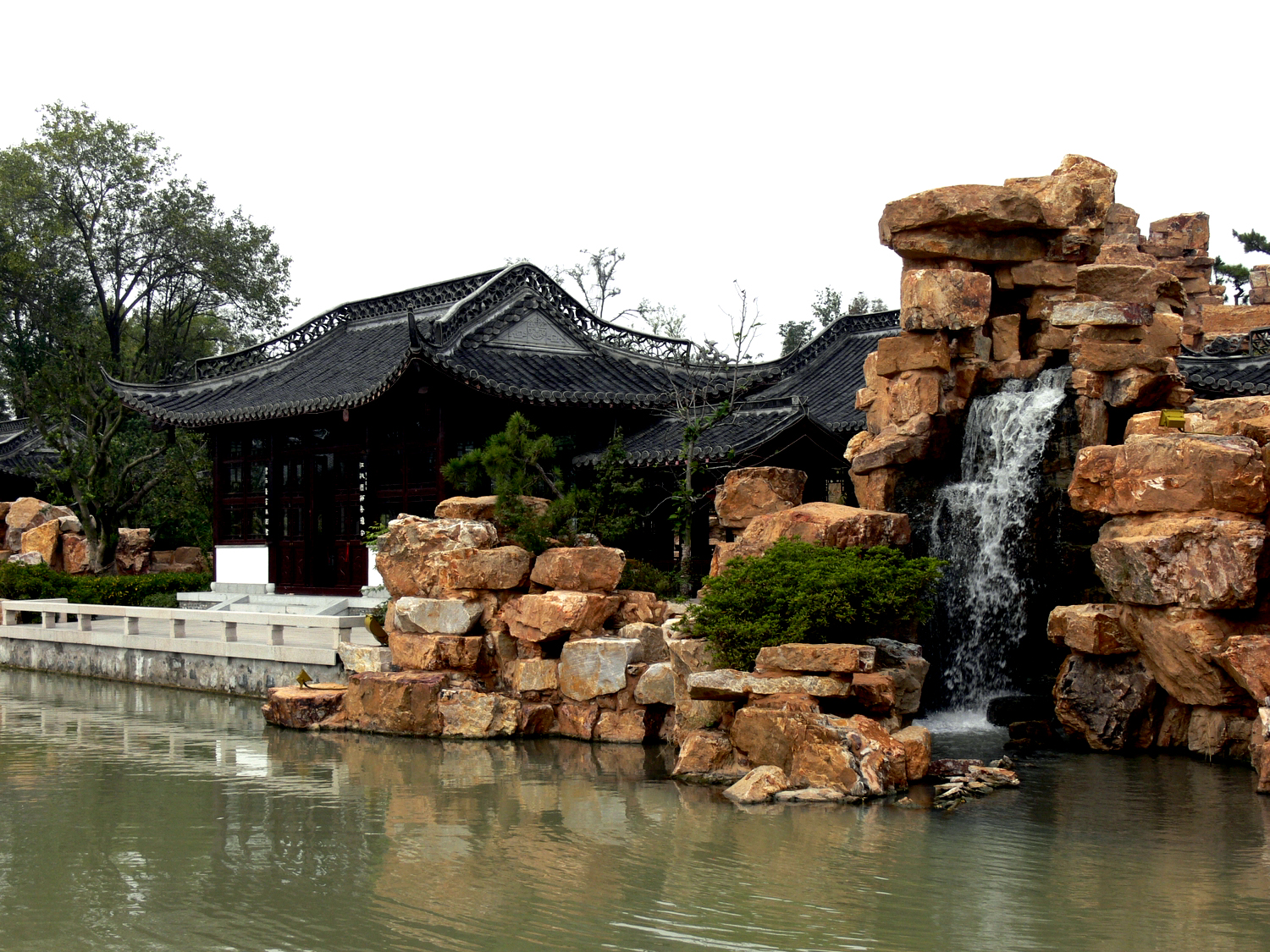
瘦西湖石壁流淙

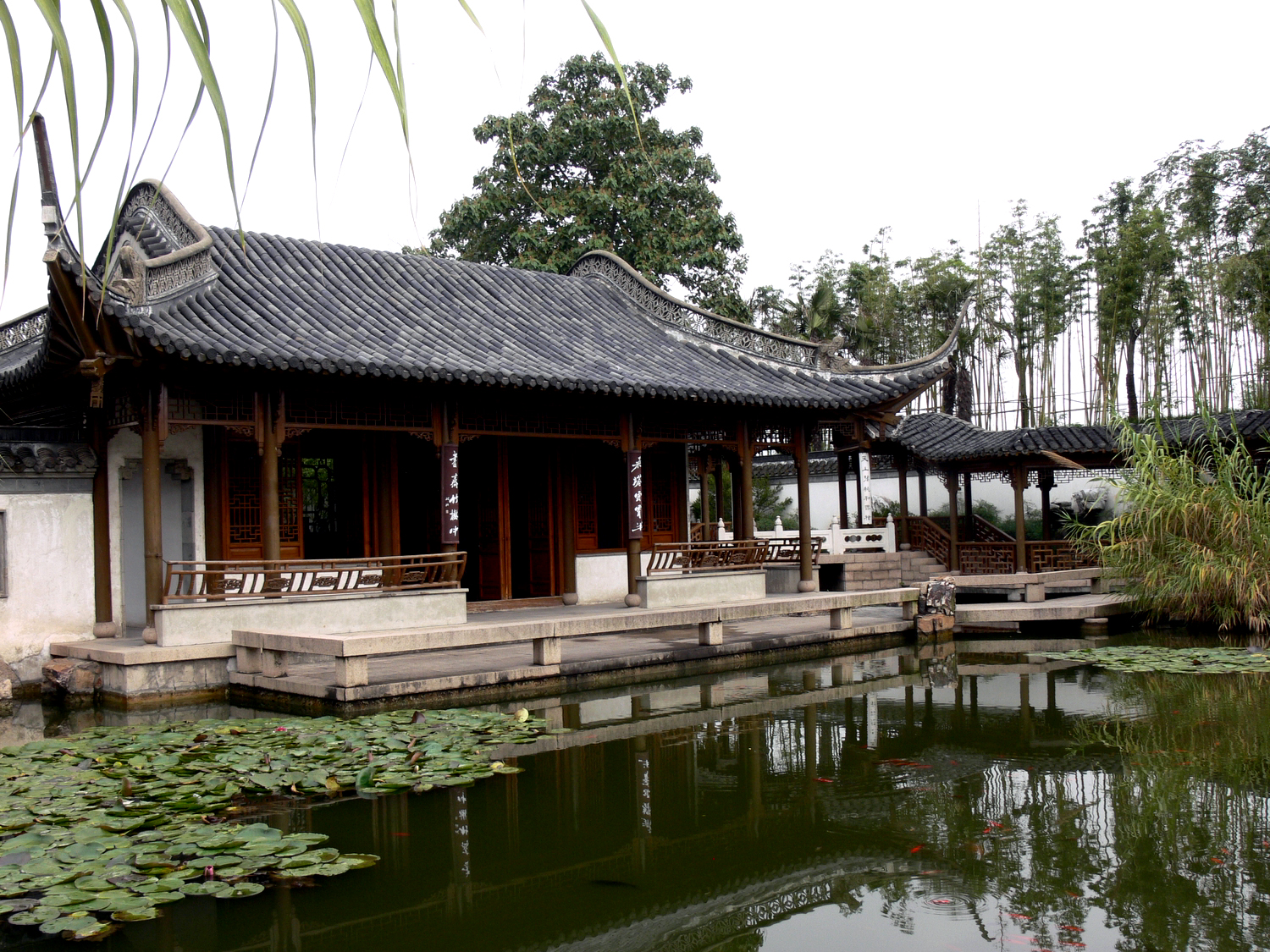
静香书斋

石壁流淙园在清代原是扬州盐商徐赞侯别墅。1765年乾隆赐名水竹居，有御诗：“柳堤系桂艭，散步俗尘降。水色清依榻，竹声凉入窗。幽偏诚独擅，揽结喜无双。凭底静诸虑，试听石壁淙”。水竹居后废。2007年扬州市政府修复并开放石壁流淙。石壁流淙园内，叠石为山，形如峻峭的石壁，导引多股泉水，从几处石壁顶部，奔腾下泄如瀑布，注入湖中：“淙者众水攒冲，喷若风雷，四面从流也”。园内有长廊长堤，六角亭，还有水竹居、阆风堂、叢碧山房、清妍室等建筑。新建水竹居以乾隆詩中的兩句“水色清依榻，竹声凉入窗”作對聯。过水廊不远有一院落，院中静香书斋，面对池塘，左右一副对联写道：“飞塔云霄半，书斋竹林中”。

### 卷石洞天
清代卷石洞天为洪氏别墅。1980年代修复。

### 白塔晴云

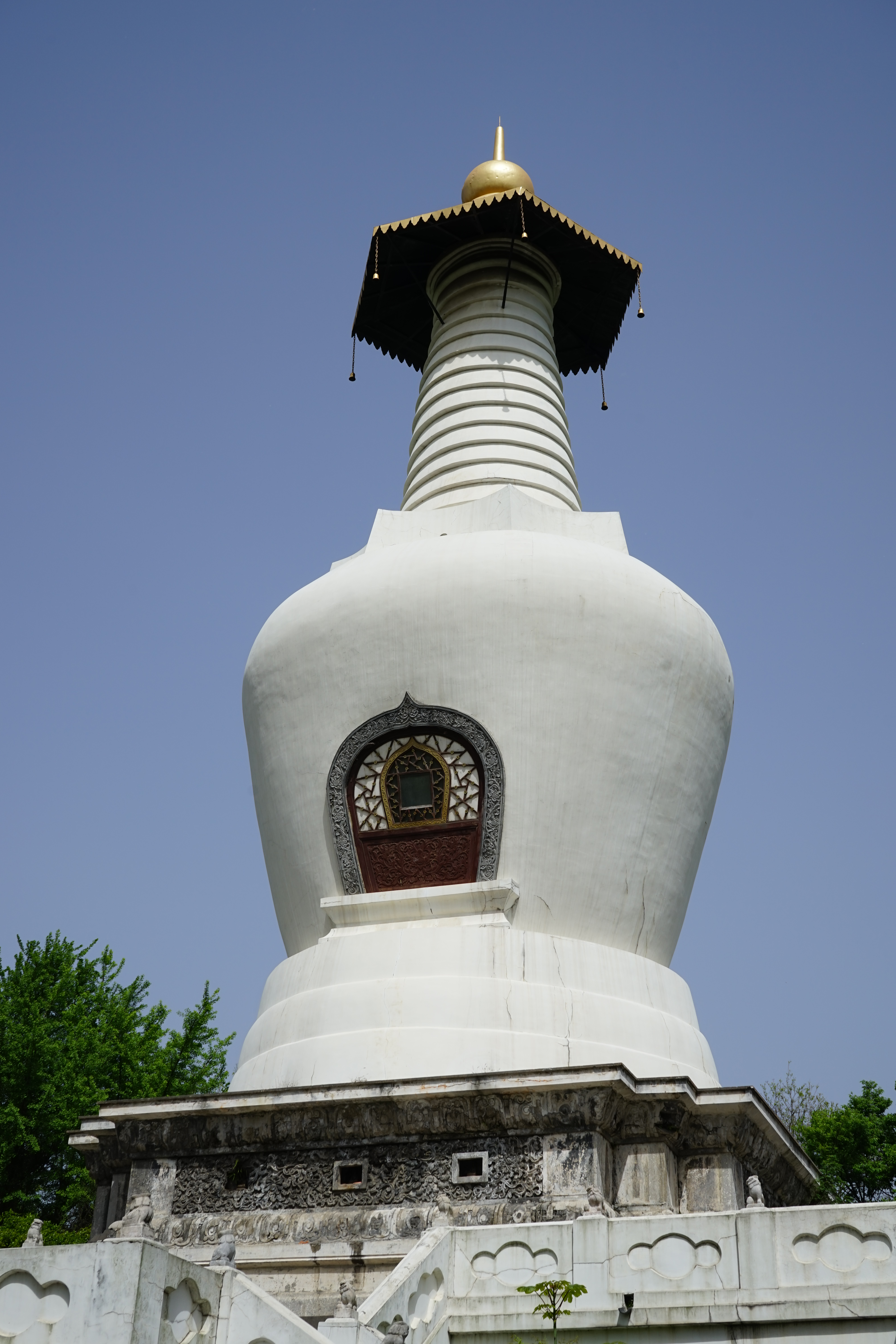
白塔晴云

白塔晴云为清乾隆时代瘦西湖二十四景之一，在莲性寺北岸。

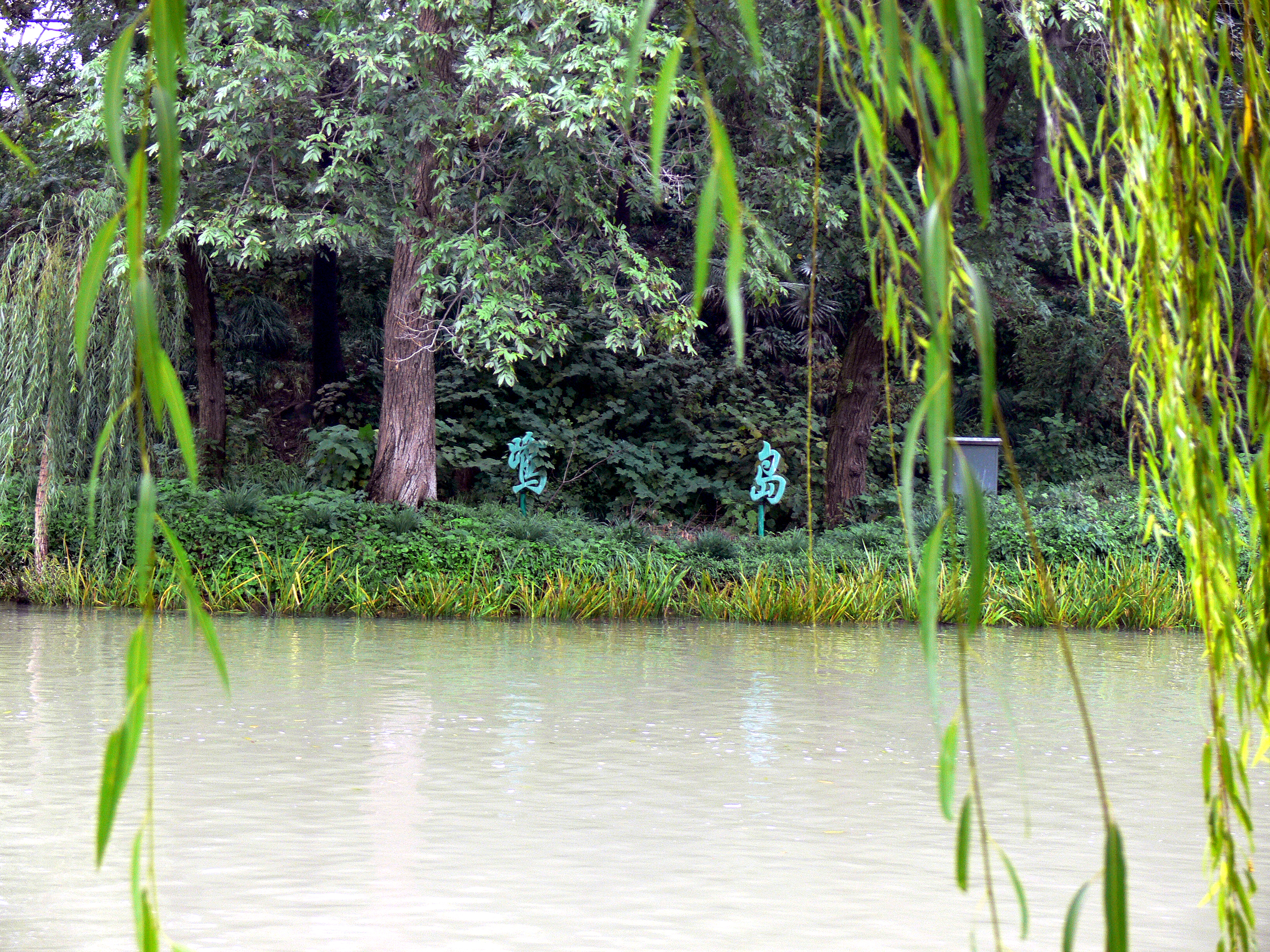
扬州瘦西湖鹭岛